# Європейська мережа підприємств
Європейська мережа підприємств (англ. Enterprise Europe Network, EEN) — проект Європейського Союзу, що реалізується в рамках Програми ЄС з підвищення конкурентоспроможності малих та середніх підприємств «COSME», що розрахована на період з 2014 до 2020 року із запланованим бюджетом в € 2,3 млрд.
Насправді ж, EEN, незважаючи на назву, є глобальною мережею, що об'єднує близько 600 бізнес-асоціацій, торговельних палат та державних установ з  понад 68 країн світу.
У 2011 році Україна приєдналась до Європейської мережі підприємств згідно зі Статтею 21.5 Програми з конкурентоспроможності та інновацій шляхом створення Національного Консорціуму EEN-Україна, до якого увійшли представники бізнесу, наукові, освітні та державні установи.  Координатором  Національного Консорціуму EEN-Ukraine  є Фесенко Олена Мар'янівна, Керівник  відділу  міжнародної  діяльності,  трансферу  технологій  та  захисту  інтелектуальної  власності  Інституту  фізики  НАН України.  
У 2017  році  Україна підписала  угоду  з  Європейським  Союзом  і  стала  асоційованим членом в  рамках  Програми ЄС з  підвищення  конкурентоспроможності  малих  та  середніх  підприємств "COSME", що  надало можливість доступу українським  організаціям до різних  грантових  підпрограм та тендерам. Крім того набуття Україною асоційованого членства дозволило  Консорціуму EEN-Ukraine стати повноціним членом EEN та в  повній мірі використовувати інструменти,  які надає  ця  програма.
Це стало можливим завдяки програмі COSME, що фінансується Європейською комісією та сприяє конкурентоспроможності та інноваційному шляху розвитку представників малого та середнього бізнесу а також інноваційних організацій. 
Національний Консорціум EEN-Ukraine має  ряд  міжнародних  інструментів:
- пошук партнерів-інвесторів у країнах — учасницях EEN;
- пошук інноваційних технологій у країнах — учасницях EEN;
- пошук партнерів у країнах — учасницях EEN для створення спільних підприємств;
- пошук партнерів у країнах — учасницях EEN для імпорту й експорту товарів.

Національний Консорціум EEN-Ukraine допомагає українські МСП та  інноваційні  організації:
- Просувати продукцію/послуги  на міжнародні ринки;
- Розміщувати та відстежувати комерційні пропозиції;
- Просувати інноваційні технології на ринки ЄС;
- Шукати та залучати новітні інноваційні технології із-за кордону;
- Шукати бізнес партнерів у ЄС для створення спільних підприємств.

Послуги  Консорціуму EEN-Ukraine  надаються  на  безкоштовній основі.